# Pouzdanje u Boga
Pouzdanje u Boga (tal. La fiducia in Dio) je kip u prirodnoj veličini od bijelog mramora iz 1833. godine. Djelo je toskanskog kipara Lorenza Bartolinija (1777.-1850.), koje se čuva u muzeju Poldi Pezzoli u Milanu.

## Povijest
Mramornu skulpturu naručila je markiza Rosina Trivulzio (1800.-1859.) koju je Bartolini već 1828. portretirao na bisti koja se čuva u Muzeju Poldi Pezzoli, nakon smrti njezina supruga Giuseppea Poldija Pezzolija d'Albertonea (1768.-1833.).
Prije nego što je isporučen klijentu, kip je bio izložen u Firenci, Parmi i, 1837. godine, na Akademiji likovnih umjetnosti Brera u Milanu.
Postoji kopija djela u Muzeju Ermitaž (koju je naručila princeza Zinaida Jusupova) i jedna u Nacionalnom muzeju umjetnosti Azerbajdžana; pripremni gipsani odljevak čuva se u Muzeju Palazzo Pretorio u Pratu.
Godine 1835. djelo je vidio pjesnik Giuseppe Giusti i inspirirao ga je da napiše istoimeni sonet. Pripremna skica već je bila inspiracija Alessandru Franceschiju za Spomenik Tintiju, na monumentalnom groblju Certosa u Bologni, izveden između 1833. i 1834.

## Opis
Žena je zamolila umjetnika da prikaže njezinu bol i odanost Bogu nakon muževljeve smrti, pa je Bartolini odlučila prikazati golu mladu ženu, s kosom vezanom u punđu, pogrbljenu i s rukama čvrsto sklopljenim u krilu kao znak duboke i pobožne molitve. Usta su poluotvorena, a oči okrenute prema gore, u znaku duboke odanosti. Linija je vijugava i skladna. Kip predstavlja upravo koncept prirodne ljepote, što je za Bartolinija bilo od temeljne važnosti. Ideju za pozu inspirirala je modelkinja koja se odmarala nakon poziranja.

## Stil
Skulptura, koja je uspoređivana s Canovinom Pokajnicom Magdalenom, umjetnički prenosi bolnu tugu koju je markiza Trivulzio osjećala nakon što je postala udovica. Potpuna golotinja žene predstavlja čistoću ljubavi koja ju je vezala za pokojnog muža i simbolizira kako ju je njegova smrt ostavila "golom" suočenu s brutalnim razdvajanjem.
Tijelo prati S-krivulju koja počinje od vrhova prstiju i kulminira u ženskoj glavi. Vijugavo poprsje se izvija u luku, omekšavajući vertikalnu os kipa i savijajući se u mekom, ležernom obliku. Kompozicija ima središnje mjesto u rukama sklopljenim kao znak odanosti.